# 亞洲星光大道 (專輯)
《亞洲星光大道》是在2010年所發行的一張紀念專輯，由和專輯同名的香港歌唱選秀比賽《亞洲星光大道》製作單位亞洲電視所發行。專輯中十首歌曲均為原創曲目。參與演唱者均為星光家族成員，當中大部份歌曲都是由星光七強演繹。

## 推出日期
搶先推出：
2010年2月16日及2月17日 兩日，於《3 Rock Your Dream 星光家族演唱會》的場地搶先推出。
正式推出：
於2010年3月1日正式推出。

## 曲目
1. 現實不重要（羅力威）
2. 改造（亢帥克）
3. 星光（蔡梓銘）
4. 自卑分手（陳蕾）
5. 歌舞新丁（古卓文）
6. 愛上癮（李昊嘉、冼棨豪）
7. 星光熠熠（星光七強） （2010年《3 Rock Your Dream 星光家族演唱會》主題曲）
8. 尋找的是你（羅力威）
9. 寫一首歌（星光家族）
10. 謝謝你（星光家族）

## 製作團隊
| 唱片監製      |                                  |                   |                       |                                  |
| Maria Cordero |                                  |                   |                       |                                  |
| 歌曲名稱      | 作曲                             | 填詞              | 編曲                  | 歌曲監製                         |
| 1.現實不重要  | 羅力威                           | 張文耀            | 黃兆銘、BC@宇宙大爆炸 | 張佳添@宇宙大爆炸                |
| 2.改造        | 王文熙@宇宙大爆炸                | 黃敬佩@宇宙大爆炸 | 王文熙@宇宙大爆炸     | 張佳添@宇宙大爆炸                |
| 3.星光        | 張佳添@宇宙大爆炸                | 阿爽、思麟        | BC@宇宙大爆炸         | 張佳添@宇宙大爆炸                |
| 4.自卑分手    | 謝浩文@宇宙大爆炸                | 吳日希            | 謝浩文@宇宙大爆炸     | 張佳添@宇宙大爆炸                |
| 5.歌舞新丁    | 謝浩文@宇宙大爆炸                | 關孝龍            | 謝浩文@宇宙大爆炸     | 張佳添@宇宙大爆炸                |
| 6.愛上癮      | 天仔@宇宙大爆炸                  | 黄敬佩@宇宙大爆炸 | BC@宇宙大爆炸         | 張佳添@宇宙大爆炸                |
| 7.星光熠熠    | 張佳添@宇宙大爆炸、BC@宇宙大爆炸 | 黄敬佩@宇宙大爆炸 | BC@宇宙大爆炸         | 張佳添@宇宙大爆炸、Maria Cordero |
| 8.尋找的是你  | 羅力威                           | 張文耀            | 陳曙光、羅力威        | 陳曙光、羅力威                   |
| 9.寫一首歌    | 羅力威                           | 羅力威、張文耀    | 王文熙@宇宙大爆炸     | 張佳添@宇宙大爆炸                |
| 10.謝謝你     | 羅力威                           | 羅力威            | 楊鎮邦@宇宙大爆炸     | 張佳添@宇宙大爆炸                |

## 成績
香港四大傳媒排行榜成績(歌曲最高位置)
| 歌曲名稱   | 派台次序 | 香港電台 | 新城電台 | 商業電台 | 無綫電視 | 備註               |
| 現實不重要 | 1        | 3        | 3        | 15       | ×        |                    |
| 星光熠熠   | 2        | -        | -        | -        | ×        |                    |
| 星光       | 3        | 13       | -        | -        | ×        | 與歌舞新丁同時派台 |
| 歌舞新丁   | 3        | -        | -        | -        | ×        | 與星光同時派台     |

（*仍在榜上）
（×沒有派往該台）
香港唱片銷量成績(最高位置)
| 香港唱片商會 | HMV | CD Warehouse | Hong Kong Records |
| 2            | 1   | 1            | 6                 |

(*仍在榜上)

## 相關連結
- 亞洲星光大道